# Anoo Bhagavan
Anoo Finn Ananda Bhagavan, född den 10 juni 1975, är en svensk låtskrivare, manusförfattare och översättare.
Bhagavan har skrivit låtar åt bland andra September, Gathania och Lucky Twice tillsammans med bröderna Jonas och Niclas von der Burg. Han är bosatt på Lidingö.
Bhagavan har skrivit manus till långfilmen "Handbok för superhjältar - Röda Masken" samt TV-serierna "Hidden: Förstfödd" och "Young Wallander".
Han har också översatt diverse tecknade serier för bland annat Barnkanalen, däribland "Knäppala skola".
Bhagavan är gift med röstskådespelaren Annelie Bhagavan (flicknamn Berg). Tillsammans har makarna två barn, varav dottern Hanna som är röstskådespelerska.